# Temporada da NFL de 1976
A Temporada de 1976 da NFL foi a 57ª temporada regular da National Football League. A liga se expandiu para 28 times naquele ano com a adição do Seattle Seahawks e do Tampa Bay Buccaneers. Isso compria um dos acordos firmados em 1966 na Fusão AFL-NFL de 1970, que exigia uma expansão para 28 times em algum periodo da decada de 70.
Apenas nesta temporada, os Seahawks jogaram na NFC West enquanto os Buccaneers jogaram na AFC West. (Os Seahawks voltariam a NFC West no realinhamento da liga na temporada de 2002.)
Além disso, o Buccaneers teriam em sua primeira temporada uma campanha deprimente com 14 derrotas em 14 jgoos. Os Buccaneers perderiam então seus primeiros 26 jogos na liga at[e conseguir vencer o New Orleans Saints e o St. Louis Cardinals no fim da temporada de 1977.
A temporada se encerrou no Super Bowl XI onde o Oakland Raiders derrotou o Minnesota Vikings.

## Corrida pela divisão
Nesta temporada ocorreu a adição de dois times, Tampa Bay e Seattle, que não não participou de nenhum jogo de conferência. Todos os outros times da NFL jogavam um jogo dentro e fora de casa contra um adversário da divisão, três jogos interconferência e os outros jogos seriam contra adversários da mesma conferência 14. Tampa Bay foi então para a NFC e jogou contra os outros 13 times da conferência, enquanto Seattle fez o mesmo na AFC. Os times se infrentaram na Semana 5, com Seattle vencendo por 30 a 23.
De 1970 até 2001, menos na temporada de 1982, onde ocorreu uma greve, existiriam três divisões (Eastern, Central e Western) em cada conferência. O vencedor de cada divisão e um quarto time vindo do "wild card" (repescagem) iriam para os playoffs. O desempate seria o confronto direto, seguido por campanha contra adversários da mesma divisão, adversários em comum e da conferência.

### National Football Conference
| Semana | Eastern    |        | Central    |        | Western       |        | Repescagem  |        |
| ------ | ---------- | ------ | ---------- | ------ | ------------- | ------ | ----------- | ------ |
| 1      | 3 times    | 1-0-0  | (Chi, Min) | 1-0-0  | (LA, SF)      | 1-0-0  | 4 times     | 1-0-0  |
| 2      | 3 times    | 2-0-0  | CHICAGO    | 2-0-0  | LOS ANGELES   | 1-0-1  | 2 times     | 2-0-0  |
| 3      | (Dal, Was) | 3-0-0  | MINNESOTA  | 2-0-1  | LOS ANGELES   | 2-0-1  | (Dal Was)   | 3-0-0  |
| 4      | DALLAS     | 4-0-0  | MINNESOTA  | 3-0-1  | LOS ANGELES   | 3-0-1  | ST. LOUIS*  | 3-1-0  |
| 5      | DALLAS     | 5-0-0  | MINNESOTA  | 4-0-1  | SAN FRANCISC0 | 4-1-0  | ST. LOUIS   | 4-1-0  |
| 6      | ST. LOUIS* | 5-1-0  | MINNESOTA  | 5-0-1  | SAN FRANCISCO | 5-1-0  | DALLAS      | 5-1-0  |
| 7      | DALLAS     | 6-1-0  | MINNESOTA  | 6-0-1  | SAN FRANCISCO | 6-1-0  | LOS ANGELES | 5-1-1  |
| 8      | DALLAS     | 7-1-0  | MINNESOTA  | 6-1-1  | LOS ANGELES   | 6-1-1  | ST. LOUIS*  | 6-2-0  |
| 9      | DALLAS     | 8-1-0  | MINNESOTA  | 7-1-1  | LOS ANGELES   | 6-2-1  | ST. LOUIS   | 7-2-0  |
| 10     | DALLAS     | 9-1-0  | MINNESOTA  | 8-1-1  | LOS ANGELES   | 6-3-1  | ST. LOUIS   | 8-2-0  |
| 11     | DALLAS     | 9-2-0  | MINNESOTA  | 9-1-1  | LOS ANGELES   | 7-3-1  | ST. LOUIS   | 8-3-0  |
| 12     | DALLAS     | 10-2-0 | MINNESOTA  | 9-2-1  | LOS ANGELES   | 8-3-1  | WASHINGTON* | 8-4-0  |
| 13     | DALLAS     | 11-2-0 | MINNESOTA  | 10-2-1 | LOS ANGELES   | 9-3-1  | WASHINGTON* | 9-4-0  |
| 14     | DALLAS     | 11-3-0 | MINNESOTA  | 11-2-1 | LOS ANGELES   | 10-3-1 | WASHINGTON* | 10-4-0 |

### American Football Conference
| Semana | Eastern    |        | Central     |        | Western    |        | Repescagem   |        |
| ------ | ---------- | ------ | ----------- | ------ | ---------- | ------ | ------------ | ------ |
| 1      | (Bal, Mia) | 1-0-0  | 3 times     | 1-0-0  | (Oak, SD)  | 1-0-0  | 4 times      | 1-0-0  |
| 2      | BALTIMORE  | 2-0-0  | HOUSTON     | 2-0-0  | (Den, Oak) | 2-0-0  | 2 times      | 2-0-0  |
| 3      | MIAMI*     | 2-1-0  | HOUSTON*    | 2-1-0  | (Oak, SD)  | 3-0-0  | 5 times      | 2-1-0  |
| 4      | BALTIMORE* | 3-1-0  | CINCINNATI* | 3-1-0  | (Den, Oak) | 3-1-0  | 3 times*     | 3-1-0  |
| 5      | BALTIMORE  | 4-1-0  | CINCINNATI* | 4-1-0  | OAKLAND    | 4-1-0  | HOUSTON      | 4-1-0  |
| 6      | BALTIMORE  | 5-1-0  | CINCINNATI* | 4-2-0  | OAKLAND    | 5-1-0  | NEW ENGLAND* | 4-2-0  |
| 7      | BALTIMORE  | 6-1-0  | CINCINNATI  | 5-2-0  | OAKLAND    | 6-1-0  | NEW ENGLAND  | 5-2-0  |
| 8      | BALTIMORE  | 7-1-0  | CINCINNATI  | 6-2-0  | OAKLAND    | 7-1-0  | NEW ENGLAND  | 5-3-0  |
| 9      | BALTIMORE  | 8-1-0  | CINCINNATI  | 7-2-0  | OAKLAND    | 8-1-0  | NEW ENGLAND  | 6-3-0  |
| 10     | BALTIMORE  | 8-2-0  | CINCINNATI  | 8-2-0  | OAKLAND    | 9-1-0  | NEW ENGLAND  | 7-3-0  |
| 11     | BALTIMORE  | 9-2-0  | CINCINNATI  | 9-2-0  | OAKLAND    | 10-1-0 | NEW ENGLAND  | 8-3-0  |
| 12     | BALTIMORE  | 10-2-0 | CINCINNATI  | 9-3-0  | OAKLAND    | 11-1-0 | NEW ENGLAND  | 9-3-0  |
| 13     | BALTIMORE* | 10-3-0 | CINCINNATI* | 9-4-0  | OAKLAND    | 12-1-0 | NEW ENGLAND* | 10-3-0 |
| 14     | BALTIMORE* | 11-3-0 | PITTSBURGH* | 10-4-0 | OAKLAND    | 13-1-0 | NEW ENGLAND  | 11-3-0 |

## Classificação
V = Vitórias, D = Derrotas, E = Empates, PCT = porcentagem de vitórias, PF= Pontos feitos, PS = Pontos sofridos
 x  - marca os times classificados pelo wild card (repescagem),  y  - marca os times que levaram o titulo de suas divisões
| AFC East               |    |    |   |      |     |     |
| Time                   | V  | D  | E | PCT  | PF  | PS  |
| y-Baltimore Colts      | 11 | 3  | 0 | .786 | 417 | 246 |
| x-New England Patriots | 11 | 3  | 0 | .786 | 376 | 236 |
| Miami Dolphins         | 6  | 8  | 0 | .429 | 263 | 264 |
| New York Jets          | 3  | 11 | 0 | .214 | 169 | 383 |
| Buffalo Bills          | 2  | 12 | 0 | .143 | 245 | 363 |
| AFC Central            |    |    |   |      |     |     |
| Time                   | V  | D  | E | PCT  | PF  | PS  |
| y-Pittsburgh Steelers  | 10 | 4  | 0 | .714 | 342 | 138 |
| Cincinnati Bengals     | 10 | 4  | 0 | .714 | 335 | 210 |
| Cleveland Browns       | 9  | 5  | 0 | .643 | 267 | 287 |
| Houston Oilers         | 5  | 9  | 0 | .357 | 222 | 273 |
| AFC West               |    |    |   |      |     |     |
| Time                   | V  | D  | E | PCT  | PF  | PS  |
| y-Oakland Raiders      | 13 | 1  | 0 | .929 | 350 | 237 |
| Denver Broncos         | 9  | 5  | 0 | .643 | 315 | 206 |
| San Diego Chargers     | 6  | 8  | 0 | .429 | 248 | 285 |
| Kansas City Chiefs     | 5  | 9  | 0 | .357 | 290 | 376 |
| Tampa Bay Buccaneers   | 0  | 14 | 0 | .000 | 125 | 412 |

| NFC East              |    |    |   |      |     |     |
| Time                  | V  | D  | E | PCT  | PF  | PS  |
| y-Dallas Cowboys      | 11 | 3  | 0 | .786 | 296 | 194 |
| x-Washington Redskins | 10 | 4  | 0 | .714 | 291 | 217 |
| St. Louis Cardinals   | 10 | 4  | 0 | .714 | 309 | 267 |
| Philadelphia Eagles   | 4  | 10 | 0 | .286 | 165 | 286 |
| New York Giants       | 3  | 11 | 0 | .214 | 170 | 250 |
| NFC Central           |    |    |   |      |     |     |
| Time                  | V  | D  | E | PCT  | PF  | PS  |
| y-Minnesota Vikings   | 11 | 2  | 1 | .821 | 305 | 176 |
| Chicago Bears         | 7  | 7  | 0 | .500 | 253 | 216 |
| Detroit Lions         | 6  | 8  | 0 | .429 | 262 | 220 |
| Green Bay Packers     | 5  | 9  | 0 | .357 | 218 | 299 |
| NFC West              |    |    |   |      |     |     |
| Time                  | V  | D  | E | PCT  | PF  | PS  |
| y-Los Angeles Rams    | 10 | 3  | 1 | .750 | 351 | 190 |
| San Francisco 49ers   | 8  | 6  | 0 | .571 | 270 | 190 |
| Atlanta Falcons       | 4  | 10 | 0 | .286 | 172 | 312 |
| New Orleans Saints    | 4  | 10 | 0 | .286 | 253 | 346 |
| Seattle Seahawks      | 2  | 12 | 0 | .143 | 229 | 429 |

### Desempate
- Baltimore terminou à frente de New England na AFC East baseado em uma melhor campanha dentro da divisão (7–1 contra 6–2 do Patriots).
- Pittsburgh terminou à frente de Cincinnati na AFC Central baseado num melhor retrospecto no confronto direto (2–0).
- Washington terminou à frente de St. Louis na NFC East baseado num melhor retrospecto no confronto direto (2–0).
- Atlanta terminou à frente de New Orleans na NFC West baseado em uma melhor campanha dentro da divisão (2–4 contra 1–5 do Saints).

## Playoffs
|  | Divisional Playoffs                   | Divisional Playoffs                   |                                   |    | Conf. Championship Games | Conf. Championship Games |  |  | Super Bowl XI | Super Bowl XI |
|  |                                       |                                       |                                   |    |                          |                          |  |  |               |               |
|  | 19 de dezembro - Memorial Stadium     |                                       |                                   |    |                          |                          |  |  |               |               |
|  |                                       |                                       |                                   |    |                          |                          |  |  |               |               |
|  | 3) Pittsburgh Steelers                | 40                                    |                                   |    |                          |                          |  |  |               |               |
|  | 3) Pittsburgh Steelers                | 40                                    | 26 de dezembro - Oakland Coliseum |    |                          |                          |  |  |               |               |
|  | 2) Baltimore Colts                    | 14                                    |                                   |    |                          |                          |  |  |               |               |
|  | 2) Baltimore Colts                    | 14                                    | 3) Pittsburgh Steelers            | 7  |                          |                          |  |  |               |               |
|  | 18 de dezembro - Oakland Coliseum     |                                       | 3) Pittsburgh Steelers            | 7  |                          |                          |  |  |               |               |
|  |                                       | 1) Oakland Raiders                    | 24                                |    |                          |                          |  |  |               |               |
|  | 4) New England Patriots               | 1) Oakland Raiders                    | 24                                | 21 |                          |                          |  |  |               |               |
|  | 4) New England Patriots               |                                       | 9 de janeiro - Rose Bowl          | 21 |                          |                          |  |  |               |               |
|  | 1) Oakland Raiders                    | 24                                    |                                   |    |                          |                          |  |  |               |               |
|  | 1) Oakland Raiders                    | 24                                    | A1) Oakland Raiders               | 32 |                          |                          |  |  |               |               |
|  | 19 de dezembro - Texas Stadium        |                                       | A1) Oakland Raiders               | 32 |                          |                          |  |  |               |               |
|  |                                       | N1) Minnesota Vikings                 | 14                                |    |                          |                          |  |  |               |               |
|  | 3) Los Angeles Rams                   | N1) Minnesota Vikings                 | 14                                | 14 |                          |                          |  |  |               |               |
|  | 3) Los Angeles Rams                   | 26 de dezembro - Metropolitan Stadium |                                   | 14 |                          |                          |  |  |               |               |
|  | 2) Dallas Cowboys                     | 12                                    |                                   |    |                          |                          |  |  |               |               |
|  | 2) Dallas Cowboys                     | 12                                    | 3) Los Angeles Rams               | 13 |                          |                          |  |  |               |               |
|  | 18 de dezembro - Metropolitan Stadium |                                       | 3) Los Angeles Rams               | 13 |                          |                          |  |  |               |               |
|  |                                       | 1) Minnesota Vikings                  | 24                                |    |                          |                          |  |  |               |               |
|  | 4) Washington Redskins                | 1) Minnesota Vikings                  | 24                                | 20 |                          |                          |  |  |               |               |
|  | 4) Washington Redskins                |                                       |                                   | 20 |                          |                          |  |  |               |               |
|  | 1) Minnesota Vikings                  | 35                                    |                                   |    |                          |                          |  |  |               |               |
|  | 1) Minnesota Vikings                  | 35                                    |                                   |    |                          |                          |  |  |               |               |